# Estación de Suhr
La estación de Suhr es una estación ferroviaria de la comuna suiza de Suhr, en el Cantón de Argovia.

## Historia y situación
La estación de Suhr fue inaugurada en el año 1877 se inauguró la línea Zofingen - Lenzburg - Wettingen y su ramal Suhr - Aarau por parte del Schweizerischen Nationalbahn (SNB). En 1902 la compañía pasaría a ser absorbida por SBB-CFF-FFS. En diciembre de 2004 se cerró al tráfico la línea Aarau - Suhr para reconstruirla y proceder a adaptarla al ancho métrico, puesto que desde que se reinauguró en 2010 está operado por Wynental- und Suhrentalbahn, bajo su marca comercial AAR bus+bahn. La línea ha pasado a integrarse en la línea Menziken – Aarau – Schöftland.
Se encuentra ubicada en la zona este del núcleo urbano de Suhr. Cuenta con dos andenes, uno lateral exclusivo para ancho métrico al que accede una vía, y otro central al que acceden una vía de ancho métrico y debido a la configuración de dicho andén, dos vías de ancho estándar. La estación cuenta con otras tres vías pasantes de ancho estándar y varias vías toperas tanto en ancho estándar como en ancho métrico. En el noreste de la estación existen varias derivaciones para prestar servicio a industrias en ancho estándar.
En términos ferroviarios, la estación se sitúa en la línea Zofingen - Wettingen. Sus dependencias ferroviarias colaterales son la estación de Oberentfelden hacia Zofingen y la estación de Hunzenschwil en dirección Wettingen. También se encuentra en la línea de vía métrica Menziken – Aarau – Schöftland.

## Servicios ferroviarios
Los servicios ferroviarios de esta estación están prestados por SBB-CFF-FFS y por AAR bus+bahn.

### S-Bahn Argovia
En la estación efectúan parada los trenes de dos líneas de la red S-Bahn Argovia:
- S 14: Menziken – Aarau – Schöftland.

Está operado por Wynental- und Suhrentalbahn, bajo la marca AAR bus+bahn
- S 28 Zofingen - Suhr – Lenzburg

1. Trenes cada 30 minutos de lunes a viernes. Sábados, domingos y festivos trenes cada 60 minutos en ambos sentidos